# 야시카 T4 슈퍼
야시카 T4 슈퍼(Yashica T4 Super, Kyocera T Proof)은 교세라의 35mm 뷰파인더 컴팩 카메라이다.
몸체 색깔은 은색, 골드, 블랙이다.

## 사양
- 자동초점.
- 칼 자이스 T* (코팅) Tessar 35mm, f/3.5 랜즈.
- 자동노출.
- 통합된 플래시.